# Taraxacum dissimile
Taraxacum dissimile — вид квіткових рослин з підродини цикорієвих (Cichorioideae).

## Поширення
Данія, Норвегія, Швеція, Фінляндія, Нідерланди, Німеччина (Мекленбург-Передня Померанія), Польща, Естонія, Латвія, Литва, Білорусь, Росія, Україна; інтродукований до Бельгії й Британської Колумбії.

## Біоморфологічна характеристика
Це багаторічна рослина. Належить до Taraxacum sect. Erythrosperma. Листки списоподібні, квітки жовті.
Росте на сухих, піщаних і кам’янистих ґрунтах і часто зустрічається на луках, луках і відкритих лісах.

## Використання
Taraxacum dissimile використовується як декоративна рослина в садах і як ґрунтопокривна рослина. Він також використовується як лікарська рослина для лікування проблем з травленням, шкірних захворювань і гарячки.